# Alexander Windsor
Alexander Patrick Gregers Richard Windsor, graaf van Ulster (Londen, 24 oktober 1974), is een lid van de Britse koninklijke familie en beoogd opvolger als hertog van Gloucester. Zijn grootvader was de derde zoon van koning George V, en daarmee de jongere broer van de koningen Edward VIII en George VI.

## Biografie
Hij is het eerste kind van prins Richard, hertog van Gloucester en diens echtgenote Birgitte van Deurs. Alexander Windsor trouwde op 22 juni 2002 met de arts Claire Alexandra Booth (1977) met wie hij twee kinderen heeft. Als courtesy title draagt hij de titel van Earl of Ulster (graaf van Ulster), en hij voert de naam 'Alex Ulster'. 
Windsor volgde opleidingen aan Eton College, King's College London en aan de Koninklijke Militaire Academie Sandhurst. Hij doorliep een militaire carrière bij de King's Royal Hussars, en diende in Irak, Kosovo, Noord-Ierland en Duitsland. In 2008 zwaaide hij af met de rang van majoor.
Hij werkt nu als directeur van de hulporganisatie 'Transnational Crisis Project'.

## Onderscheidingen
- - General Service Medal
- - NAVO-medaille voor dienst in Kosovo
- - Iraq Medal
- - Medaille voor het Gouden Jubileum van Elizabeth II
- - Medaille voor het Diamanten Jubileum van Elizabeth II